# Licet ad capiendos
Licet ad capiendos was een pauselijke bul, uitgevaardigd op 20 april 1233 door paus Gregorius IX, waarmee een definitieve stap werd gezet voor de Inquisitie.
In de bul werd aangegeven, dat zondaars die bleven volharden in hun ketterij, alle privileges ontnomen moesten worden, waarbij geen mogelijkheid tot beroep was. Indien nodig moest er een beroep gedaan worden op de autoriteiten om eventuele straffen ten uitvoer te brengen.
In hetzelfde jaar werd Robert le Bourge aangesteld, een dominicaan, die belast werd met de taak van inquisiteur in Bourgondië. Al in zijn eerste jaar in deze functie liet hij 50 vermeende ketters op de brandstapel belanden.
Als vervolg op deze bul zou paus Innocentius IV in 1252 een bul doen uitgaan, Ad Extirpanda, die martelingen toestond bij de ondervraging van ketters. Overigens had paus Gregorius IX in zijn bul Ille humani generis uit 1232 bepaald, dat de Dominicaanse orde belast zou worden met de uitvoer van de Inquisitie.